# Ectopatria albilinea
Ectopatria albilinea là một loài bướm đêm trong họ Noctuidae.